# الحصن، المحويت
الحصن هي إحدى قرى الجمهورية اليمنية. وهي تتبع جغرافيًا لمحافظة المحويت. وإداريًا لمديرية شبام كوكبان. يبلغ تعداد سكانها 1087 نسمة حسب الإحصاء الذي جرى عام 2004.